# Haematopota mingqingi
Haematopota mingqingi är en tvåvingeart som beskrevs av Xu och Guo 2005. Haematopota mingqingi ingår i släktet Haematopota och familjen bromsar. Inga underarter finns listade i Catalogue of Life.